# Aleuroplatus fici
Aleuroplatus fici là một loài côn trùng cánh nửa trong họ Aleyrodidae, phân họ Aleyrodinae.
Aleuroplatus fici được Takahashi miêu tả khoa học đầu tiên năm 1932.